# Elvis Has Left the Building
Elvis Has Left the Building är en amerikansk långfilm från 2004 i regi av Joel Zwick, med Kim Basinger, John Corbett, Annie Potts och Sean Astin i rollerna.

## Handling
Harmony Jones (Kim Basinger) kör längs en lång, slingrande väg, med Elvis i radion.  Hon är en kringresande försäljare av kosmetika, men hennes liv känns tomt och konstgjort. Samtidigt som hon försöker finna sig själv längs USA:s vägar dör Elvis-kopior överallt där hon åker. Miles (John Corbett) har blivit kär i den lite konstiga Harmony och följer efter henne.

## Rollista
| Kim Basinger             | – Harmony Jones          |
| John Corbett             | – Miles Taylor           |
| Annie Potts              | – Shirl                  |
| Sean Astin               | – Aaron                  |
| Mike Starr               | – Sal                    |
| Phill Lewis              | – Charlie                |
| Denise Richards          | – Belinda                |
| Philip Charles MacKenzie | – Darren Swirl           |
| Richard Kind             | – Burning Elvis          |
| David Leisure            | – Hole-in-the-Head Elvis |
| Tom Hanks                | – Mailbox Elvis          |
| Joel Zwick               | – Squashed Elvis         |
| Angie Dickinson          | – Bobette                |
| Pat Morita               | – Man in Turban          |
| Gil McKinney             | – Young Elvis            |